# Mehmet Tekerek
Mehmet Tekerek (* 1956 in Adana) ist ein in Deutschland lebender türkischer Autor.

## Leben
Tekerek kam 1972 nach Mönchengladbach, ließ sich zunächst zum Drucker ausbilden und arbeitete später als Reporter einer Lokalzeitung. Seit Mitte der 80er Jahre veröffentlicht er literarische Texte, deren Spektrum sich von Satire über politische Schriften bis hin zur Poesie erstreckt. Tekerek, der in seinen Arbeiten „einen philosophisch-kritischen Blick auf das alltägliche Leben der Menschen, ihre Gedanken und Gefühle und auf das Gesellschafts-system“ (Presse- und Informationsamt der Stadt Nürnberg) wirft, hält sowohl deutschsprachige als auch türkischsprachige Lesungen ab. Zum Ende des Jahres 2006 wurde Tekerek, der seit 1996 in Nürnberg lebt, zudem von dem eingetragenen Verein Lesen + Schreiben in Berlin zu einem öffentlichen Abend Autoren lesen aus ihren Werken in deutsch und türkisch eingeladen, an dem Tekerek neben weiteren Schriftstellern der türkischstämmigen Gemeinde Deutschlands (Halim Demirci, Israfil Yildizkan und Abdullah Eryilmaz) u. a. aus Her seye ragmen lesen soll. Die zweisprachigen Veranstaltung will zu dem im deutschen Literaturbetrieb aufgrund der Sprachbarriere nur wenig wahrgenommenen Phänomen einer türkischsprachigen Dichtung von Deutschtürken auch interessierten deutschen Literaturfreunden, die der türkischen Sprache nicht mächtig sind, einen Zugang ermöglichen.

## Werke
- 2003. Sikinti : öykü kitabi. Fürth.
- 2004. Her șeye ragmen. Fürth.
- 2006. Tagebuch eines Sklaven und weitere Erzählungen. Übersetzt von Karen Steinle. Fürth.
- 2008. Goodbye Sterne. Übersetzt von Karen Steinle und Fehmi Kaya. Nürnberg.

## Weblink
- Literatur von und über Mehmet Tekerek im Katalog der Deutschen Nationalbibliothek

| Personendaten    | Personendaten    |
| ---------------- | ---------------- |
| NAME             | Tekerek, Mehmet  |
| KURZBESCHREIBUNG | türkischer Autor |
| GEBURTSDATUM     | 1956             |
| GEBURTSORT       | Adana            |